# Thomas Couture
Thomas Couture (n. 21 decembrie 1815, Senlis, Picardie⁠(d), Franța – d. 29 martie 1879, Villiers-le-Bel, communauté d'agglomération Roissy Pays de France⁠(d), Franța) a fost un pictor de peisaje istorice și profesor francez. A predat unor pictori care au devenit mai târziu luminați ai lumii artei precum Édouard Manet, Henri Fantin-Latour, John La Farge⁠(d), Pierre Puvis de Chavannes, John Ward Dunsmore, Karel Javůrek⁠(d), William Morris Hunt⁠(d), și Joseph-Noël Sylvestre⁠(d).

## Viața

### Viața și educația timpurie
Couture s-a născut la Senlis, Oise, Franța. La vârsta de 11 ani, familia sa s-a mutat la Paris, unde va studia la școala de arte industriale (École des Arts et Métiers) și mai târziu la École des Beaux-Arts.

### Artă și carieră didactică
A eșuat de șase ori la prestigioasa competiție Prix de Rome de la École, dar a considerat că problema era la École, nu la el însuși. Couture a câștigat în cele din urmă premiul în 1837.
În 1840, a început să expună tablouri istorice și de gen la Salonul de la Paris, obținând mai multe medalii pentru lucrările sale, în special pentru capodopera sa, Romani în timpul decadenței (1847). La scurt timp după acest succes, Couture a deschis un atelier independent menit să provoace École des Beaux-Arts, prin dezvoltarea cei mai buni pictori de istorie.
Tehnica inovatoare a lui Couture a atras multă atenție, iar la sfârșitul anilor 1840 și până în anii 1850 a primit comenzi guvernamentale și bisericești pentru picturi murale. Nu a finalizat niciodată primele două comisii, iar cea de-a treia a primit critici mixte. Supărat de criticile nefavorabile ale picturilor sale murale, în 1860 a părăsit Parisul, revenind pentru o vreme în orașul natal Senlis, unde a continuat să predea tinerilor artiști care veneau la el. În 1867 a luat în derizoriu instituția academică publicând o carte despre propriile idei și metode de lucru numită Méthode et entretiens d'atelier (Metodă și interviuri în atelier). Cartea a fost tradusă în 1879, Conversații despre metodele artei, anul în care a murit.
Rugat de un editor să scrie o autobiografie, Couture a răspuns: „Biografia este exaltarea personalității – iar personalitatea este flagelul timpului nostru”.

### Deces
A murit în 1879 la Villiers-le-Bel, Val-d'Oise, și a fost înmormântat în cimitirul Père Lachaise, Paris.

## Selecție de picturi

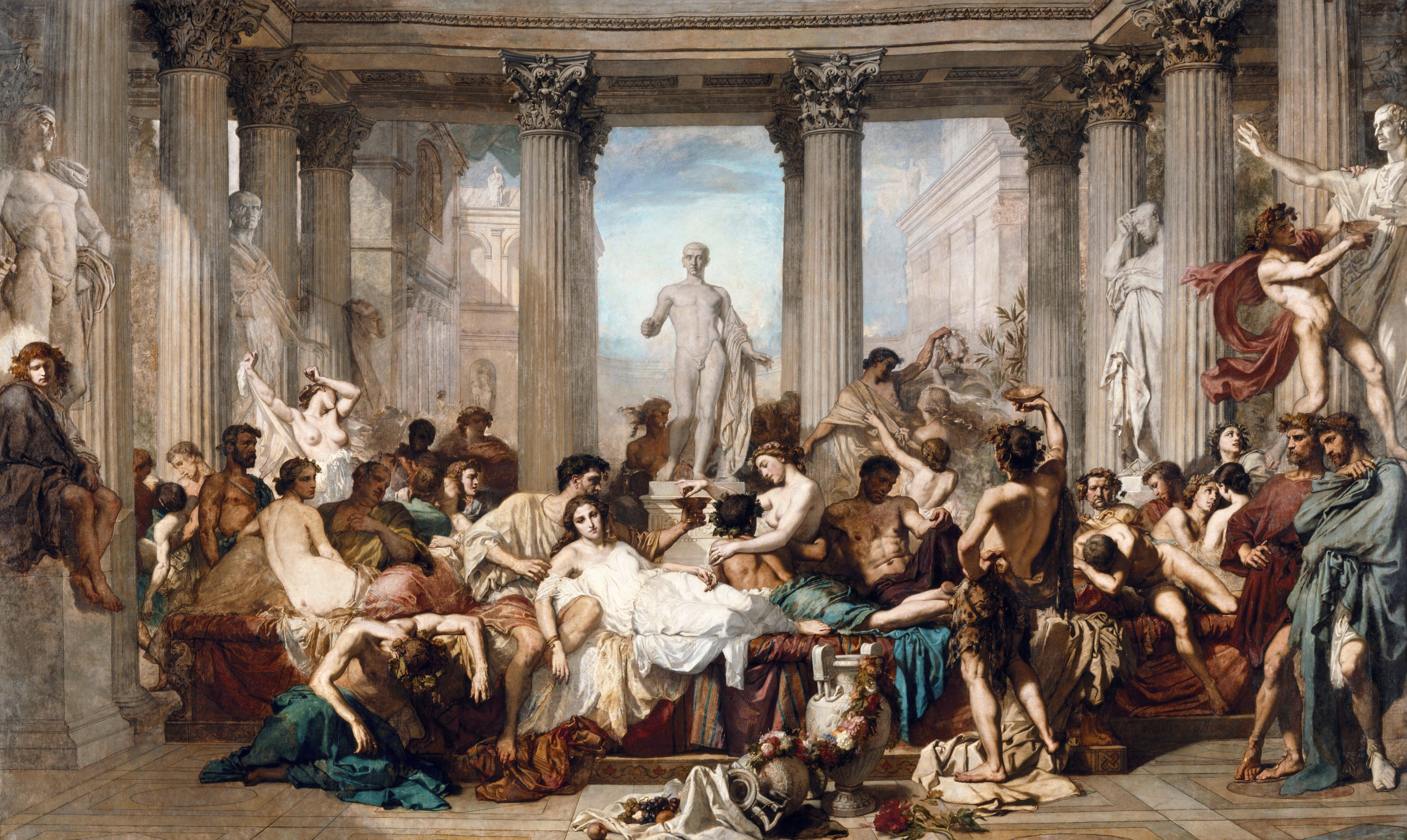
Romani în timpul decadenței (1847)
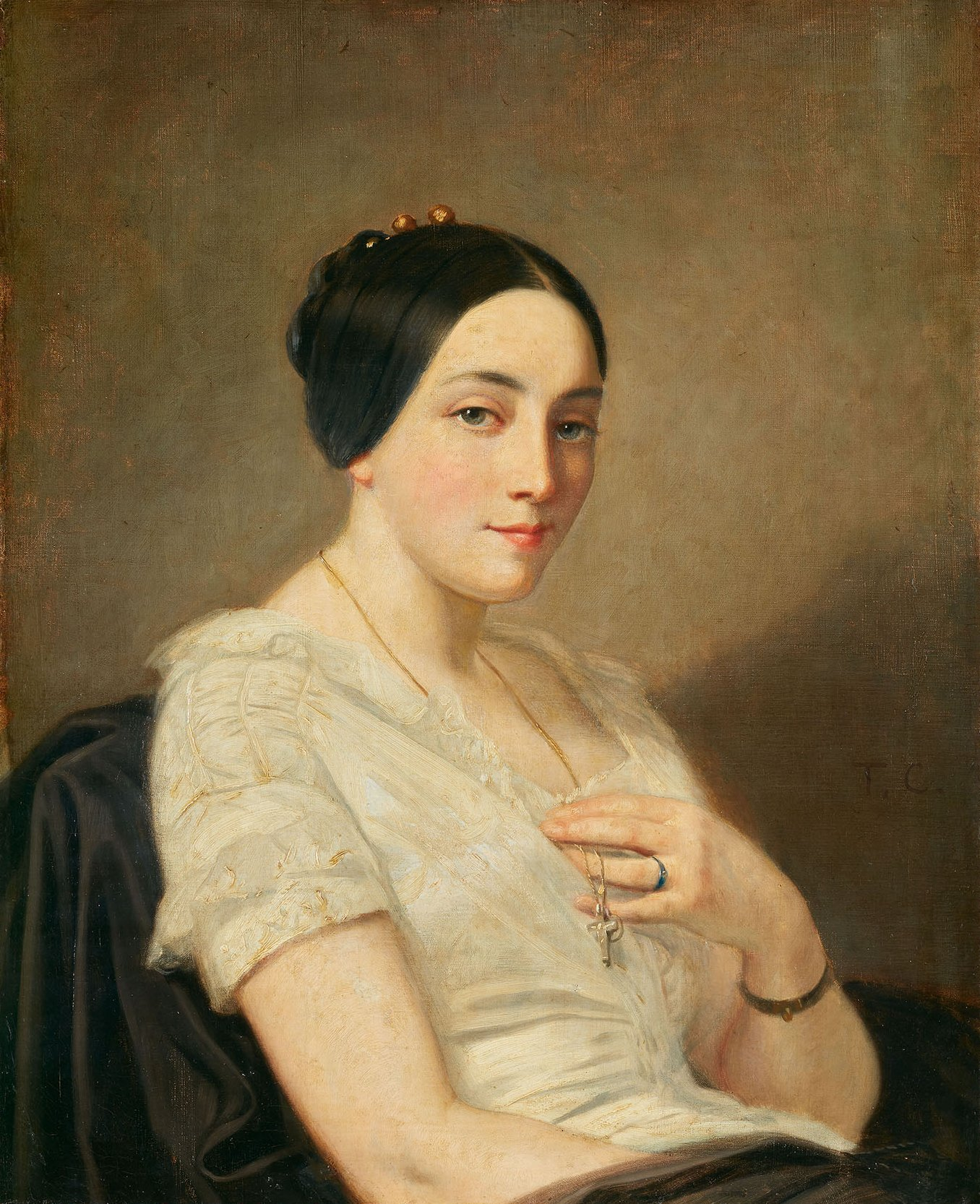
Portretul unei femei șezând (1850-1855)
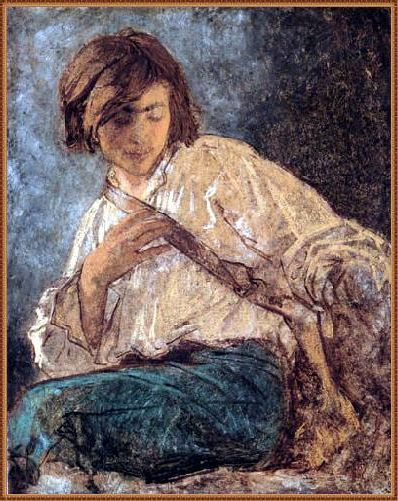
Anselm Feuerbach (1852)
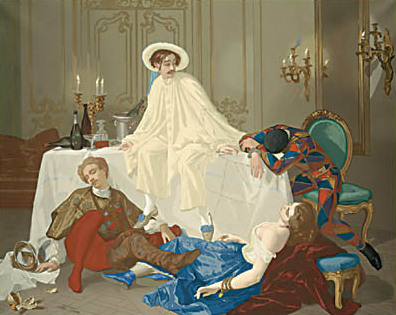
Cină după bal mascat [1857]
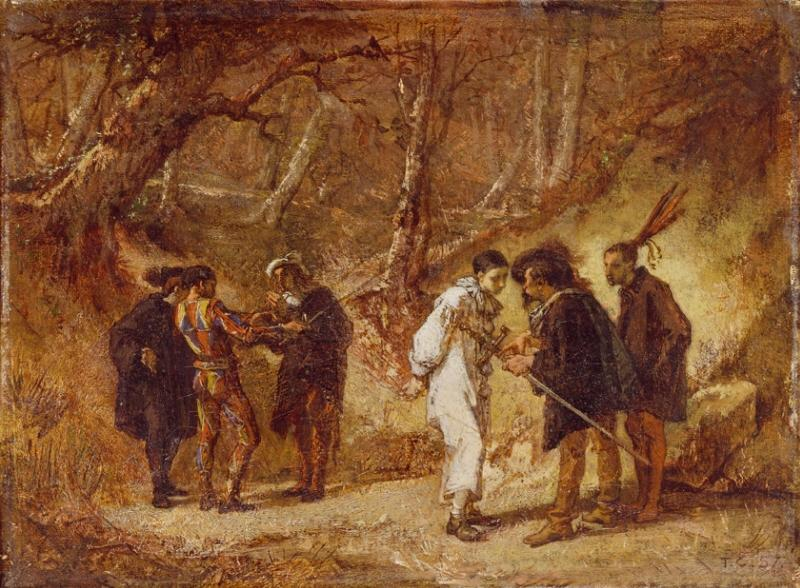
Duelul după bal mascat (1857)
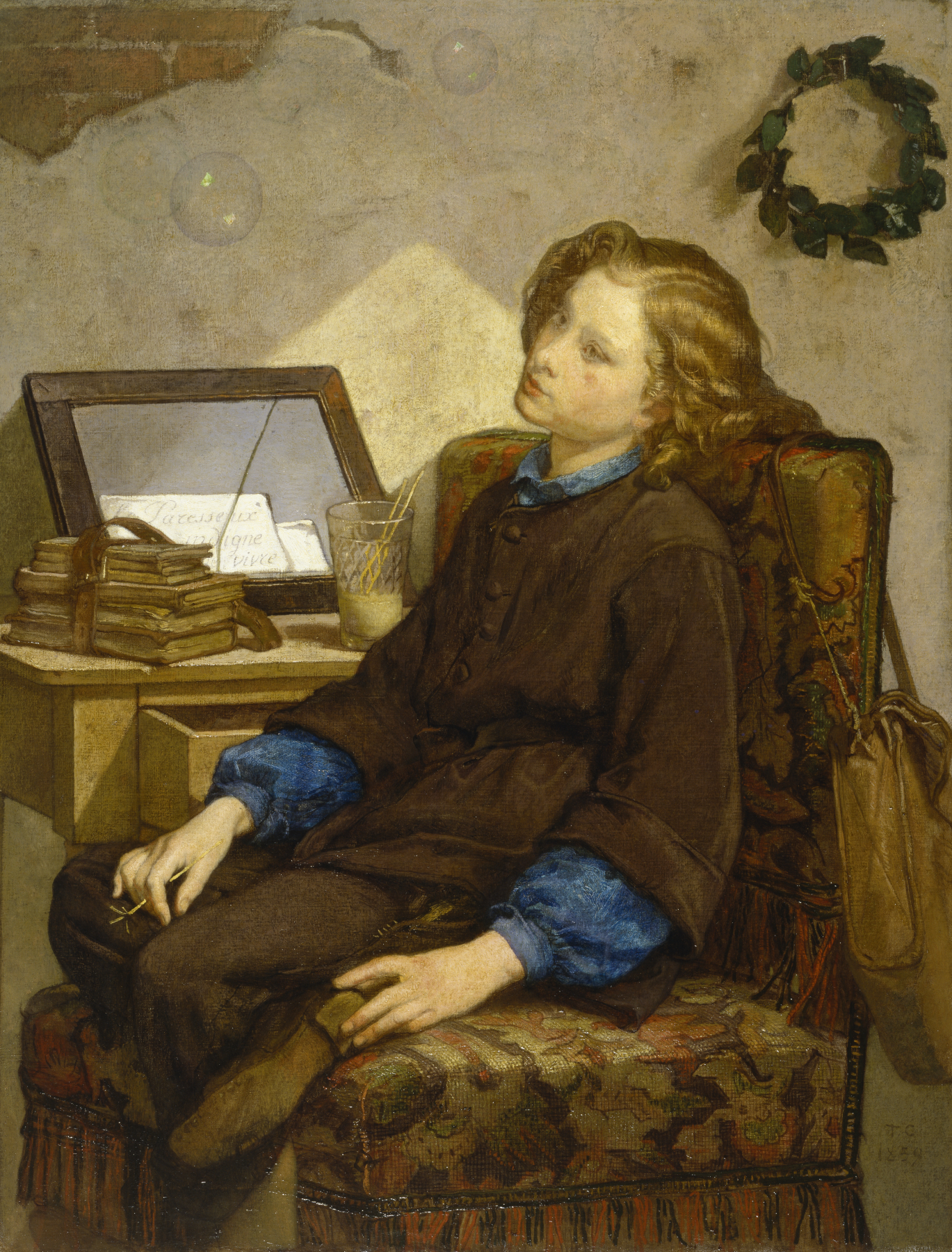
Visând cu ochii deschiși (1859).
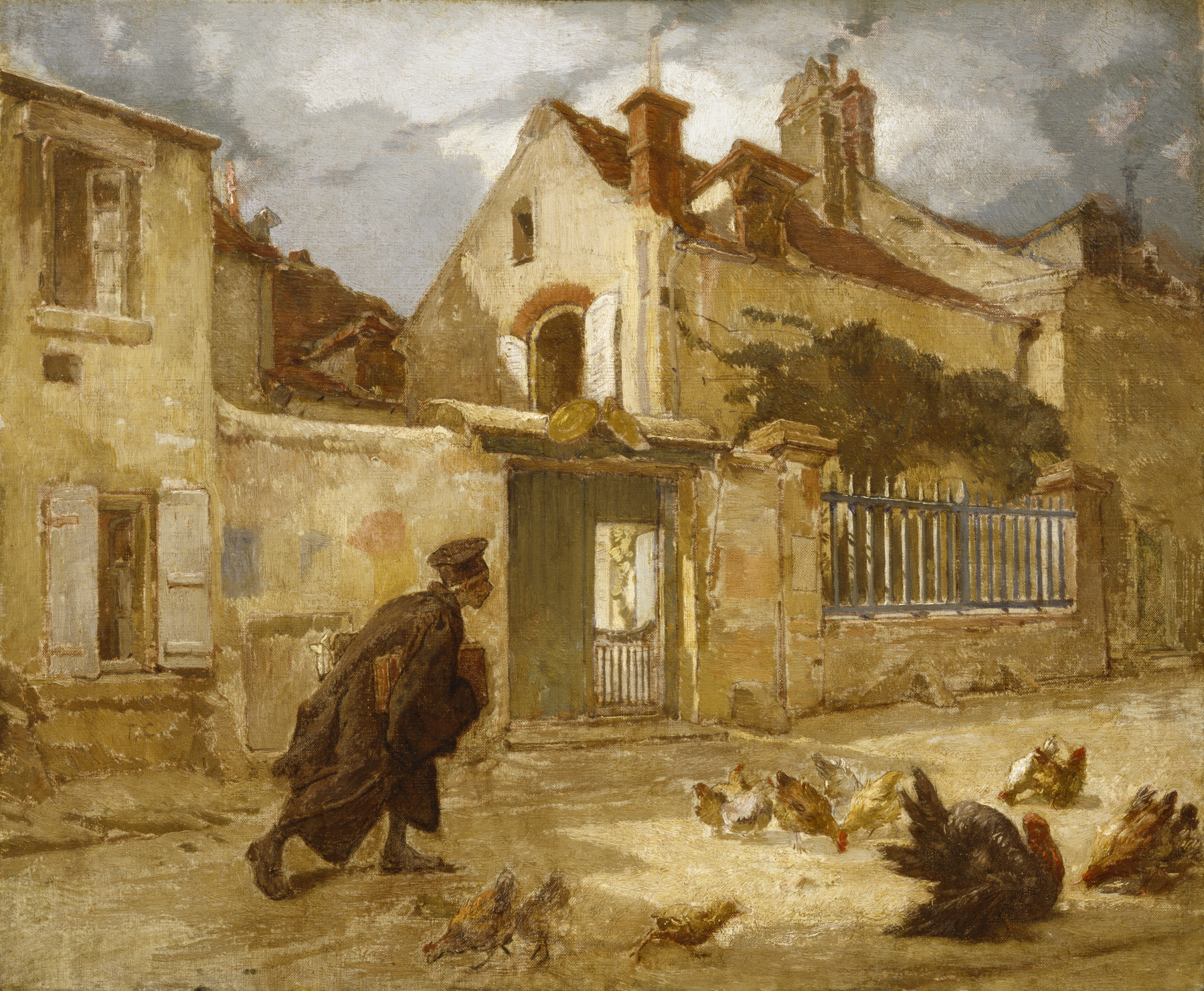
Un avocat mergând la tribunal (1860s)
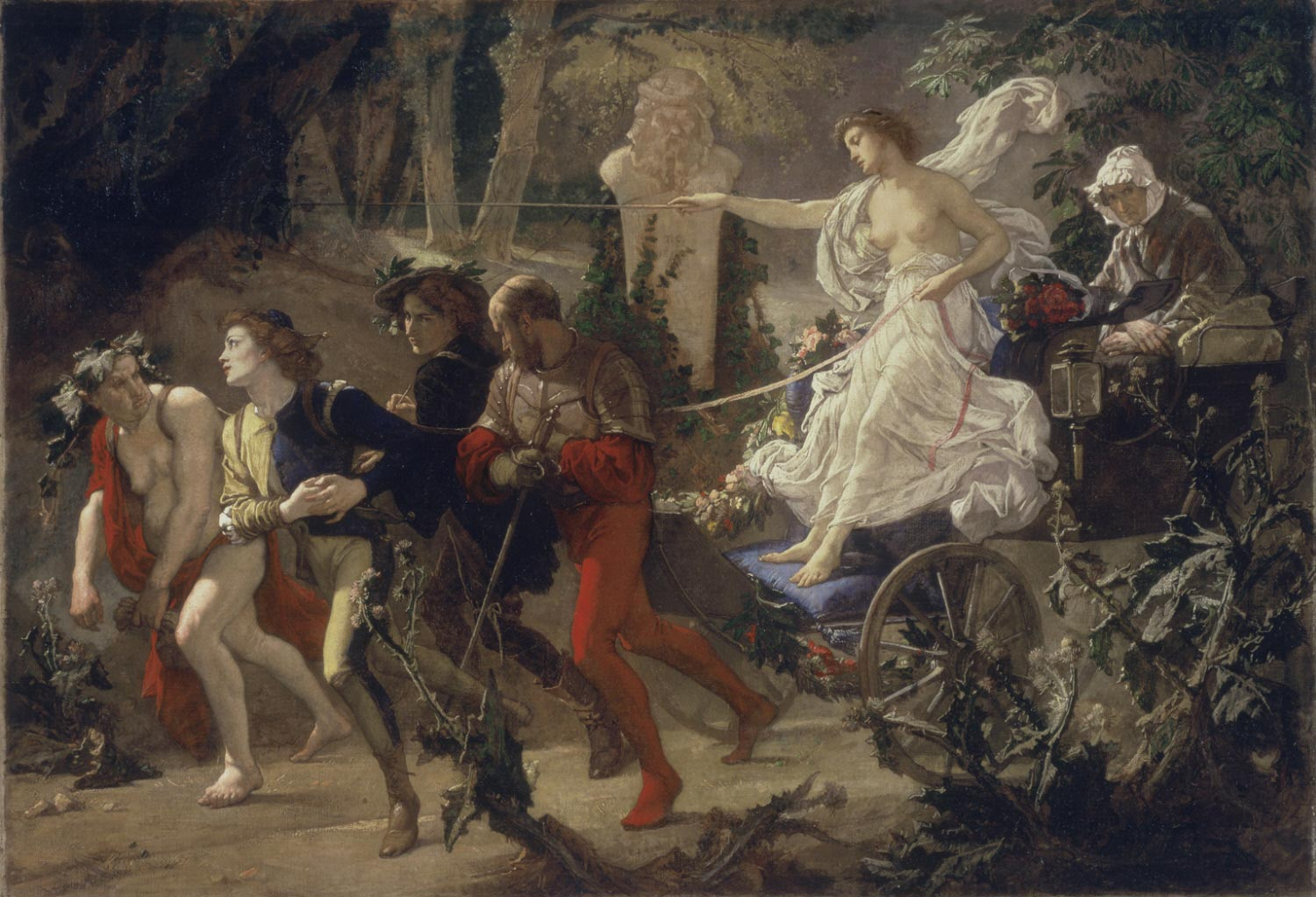
Calea spinoasă (1872)

## Picturi din colecția Gurlitt jefuite de naziști
Portretul unei femei șezând de Couture, (c.1850-1855), descoperit în colecția Gurlitt, a fost identificat ca aparținând lui Georges Mandel⁠(d) datorită unei mici găuri din pânză. A fost restituită moștenitorilor lui Mandel în 2019.